# Försvarsutskottet (Sverige)
Försvarsutskottet (FöU) är ett utskott i Sveriges riksdag. Utskottet bereder ärenden om den militära och – i den mån sådana ärenden inte tillhör något annat utskotts beredning – den civila delen av totalförsvaret samt ärenden om samordningen inom totalförsvaret. Utskottet bereder även ärenden om fredsräddningstjänst och kustbevakning.
Utskottets kanslichefer har sedan 1971 varit Styrbjörn Lindow, Michael E:son Sahlin, Berndt Bodin (t f), Peter Lagerblad, Ingemar Wahlberg och är sedan 2015 Lars Franzén.

## Lista över ordförande
| Namn | Namn                     | Ämbetsperiod | Politisk tillhörighet |
| ---- | ------------------------ | ------------ | --------------------- |
|      | Per Petersson i Gäddvik  | 1971–1985    | Moderaterna           |
|      | Lennart Blom i Stockholm | 1985–1987    | Moderaterna           |
|      | Arne Andersson           | 1987–1998    | Moderaterna           |
|      | Henrik Landerholm        | 1998–2002    | Moderaterna           |
|      | Eskil Erlandsson         | 2002–2006    | Centerpartiet         |
|      | Ulrica Messing           | 2006–2007    | Socialdemokraterna    |
|      | Anders Karlsson          | 2007–2010    | Socialdemokraterna    |
|      | Håkan Juholt             | 2010–2011    | Socialdemokraterna    |
|      | Peter Hultqvist          | 2011–2014    | Socialdemokraterna    |
|      | Allan Widman             | 2014–2018    | Liberalerna           |
|      | Niklas Karlsson          | 2018–2019    | Socialdemokraterna    |
|      | Beatrice Ask             | 2019         | Moderaterna           |
|      | Pål Jonson               | 2020–2022    | Moderaterna           |
|      | Helén Pettersson         | 2022         | Socialdemokraterna    |
|      | Peter Hultqvist          | 2022–        | Socialdemokraterna    |

## Lista över vice ordförande
| Namn | Namn                | Ämbetsperiod | Politisk tillhörighet |
| ---- | ------------------- | ------------ | --------------------- |
|      | Eric Holmqvist      | 1981–1982    | Socialdemokraterna    |
|      | Olle Göransson      | 1982–1988    | Socialdemokraterna    |
|      | Roland Brännström   | 1988–1991    | Socialdemokraterna    |
|      | Sture Ericson       | 1991–1994    | Socialdemokraterna    |
|      | Britt Bohlin        | 1994–1997    | Socialdemokraterna    |
|      | Sven Lundberg       | 1997–1998    | Socialdemokraterna    |
|      | Tone Tingsgård      | 1998–2006    | Socialdemokraterna    |
|      | Rolf Gunnarsson     | 2006–2010    | Moderaterna           |
|      | Cecilia Widegren    | 2010–2014    | Moderaterna           |
|      | Åsa Lindestam       | 2014–2018    | Socialdemokraterna    |
|      | Beatrice Ask        | 2018–2019    | Moderaterna           |
|      | Niklas Karlsson     | 2019–2022    | Socialdemokraterna    |
|      | Sven-Olof Sällström | 2022–2023    | Sverigedemokraterna   |
|      | Lars Wistedt        | 2023–2024    | Sverigedemokraterna   |
|      | Matheus Enholm      | 2025–        | Sverigedemokraterna   |